# Campeonato Africano de Atletismo Júnior de 1997
A 3ª edição do Campeonato Africano de Atletismo Júnior foi organizado pela Confederação Africana de Atletismo no período de 21 a 23 de agosto de 1997, em Ibadan na Nigéria. Foram disputadas 43 provas. 

## Medalhistas

### Masculino
| Evento                   | Ouro                     | Ouro     | Prata                      | Prata    | Bronze                   | Bronze   |
| ------------------------ | ------------------------ | -------- | -------------------------- | -------- | ------------------------ | -------- |
| 100 metros               | Sunday Emmanuel (NGR)    | 10.55    | Abu Duah (GHA)             | 10.78    | Tanko Braimah (GHA)      | 10.94    |
| 200 metros               | Sunday Emmanuel (NGR)    | 21.12    | Tanko Braimah (GHA)        | 21.17    | Musa Deji (NGR)          | 21.54    |
| 400 metros               | Fidelis Gadzama (NGR)    | 46.38    | Musa Audu (NGR)            | 47.02    | Daniel Adomako (GHA)     | 47.42    |
| 800 metros               | Benjamin Kipkurui (KEN)  | 1:49.66  | Mostafa Shalaby (EGY)      | 1:49.82  | Lucky Hadebe (RSA)       | 1:49.86  |
| 1 500 metros             | Benjamin Kipkurui (KEN)  | 3:44.17  | Mengesha Feyesa (ETH)      | 3:46.56  | Seth Bortey (GHA)        | 3:46.62  |
| 5 000 metros             | Reuben Kamzee (KEN)      | 13:56.60 | Dagne Alemu (ETH)          | 14:04.42 | Yibeltal Admassu (ETH)   | 14:20.63 |
| 10 000 metros            | Reuben Kamzee (KEN)      | 30:02.60 | Jafred Lorone (UGA)        | 30:07.00 | Tadele Dereje (ETH)      | 30:14.08 |
| 110 metros barreiras     | Frank Bonsu (GHA)        | 14.7     | Nader Hosni (EGY)          | 15.3     | Lekan Soetan (NGR)       | 15.7     |
| 400 metros barreiras     | Essel Mensah (GHA)       | 51.58    | Ismail Hashem Ismail (EGY) | 51.80    | Glory Okpako (NGR)       | 52.71    |
| 3 000 metros obstáculos  | Reuben Kosgei (KEN)      | 8:40.40  | Abraham Cherono (KEN)      | 8:44.28  | Maru Daba (ETH)          | 8:47.46  |
| Revezamento 4×100 metros | Nigéria (NGR)            |          | Gana (GHA)                 |          | Argélia (ALG)            |          |
| Revezamento 4×400 metros | Nigéria (NGR)            | 3:08.68  | Gana (GHA)                 | 3:09.52  | Argélia (ALG)            | 3:14.86  |
| 10 km marcha             | Rezki Yahi (ALG)         | 50:48.14 | Reda Amira (ALG)           | 51:18.56 | Adebayo Bada (NGR)       | 54:38.88 |
| Salto em altura          | Vusumzi Mtshatseni (RSA) | 2.10 m   | Justice Ezueakara (NGR)    | 2.05 m   | Monday Osagie (NGR)      | 2.00 m   |
| Salto à vara             | Johann Venter (RSA)      | 4.70 m   | Mohamed Benyahia (ALG)     | 4.70 m   | Béchir Zaghouani (TUN)   | 4.50 m   |
| Salto em comprimento     | Mark Anthony Awere (GHA) | 7.39 m   | Tadjou Talon (TOG)         | 6.90 m   | Raphael Akpata (NGR)     | 6.89 m   |
| Triplo salto             | Mark Anthony Awere (GHA) | 15.29 m  | Yvon Ngoua (GAB)           | 14.62 m  | Allegton Uwasanyem (NGR) | 14.60 m  |
| Arremesso de peso        | Janus Robberts (RSA)     | 18.55 m  | Monday Ibrahim (NGR)       | 16.50 m  | Okechukwu Eziuka (NGR)   | 16.00 m  |
| Lançamento de disco      | Janus Robberts (RSA)     | 54.55 m  | Godwin Imoisi (NGR)        | 46.12 m  | Walid Boudaoui (ALG)     | 45.95 m  |
| Lançamento de martelo    | Yamine Hussein (EGY)     | 63.46 m  | Nabil Amroune (ALG)        | 57.94 m  | John Osazuwa (NGR)       | 55.94 m  |
| Lançamento de dardo      | Nnamdi Uche (NGR)        | 60.04 m  | Félix Kouadio (CIV)        | 59.32 m  | Kossivi Kponor (TOG)     | 46.20 m  |
| Decatlo                  | Mohamed Benyahia (ALG)   | 7086 pts | Mohamed Mounib (ALG)       | 6737 pts | Lee Okoroafor (NGR)      | 6505 pts |

### Feminino
| Evento                   | Ouro                     | Ouro     | Prata                           | Prata                           | Bronze                          | Bronze                          |
| ------------------------ | ------------------------ | -------- | ------------------------------- | ------------------------------- | ------------------------------- | ------------------------------- |
| 100 metros               | Funmilola Ogundana (NGR) | 12.03    | Monica Twum (GHA)               | 12.42                           | Justine Bayiga (UGA)            | 12.86                           |
| 200 metros               | Funmilola Ogundana (NGR) | 23.92    | Monica Twum (GHA)               | 24.28                           | Agnes Afiyo (GHA)               | 24.32                           |
| 400 metros               | Doris Jacob (NGR)        | 52.88    | Rosemary Okafor (NGR)           | 53.49                           | Monica Twum (GHA)               | 54.35                           |
| 800 metros               | Nancy Langat (KEN)       | 2:05.7   | Naomi Misoi (KEN)               | 2:07.4                          | Ramomene Boikhutso (BOT)        | 2:09.0                          |
| 1 500 metros             | Rose Kosgei (KEN)        | 4:14.56  | Etaferahu Tarekegn (ETH)        | 4:14.65                         | René Kalmer (RSA)               | 4:16.90                         |
| 3 000 metros             | Etaferahu Tarekegn (ETH) | 9:10.45  | Jacqueline Okemwa (KEN)         | 9:19.26                         | René Kalmer (RSA)               | 9:20.51                         |
| 10 000 metros            | Merima Hashim (ETH)      | 34:48.68 | Jacqueline Okemwa (KEN)         | 35:09.69                        | Margaret Chepkemboi (KEN)       | 35:42.60                        |
| 100 metros barreiras     | Baya Rahouli (ALG)       | 13.87    | Funmilola Ogundana (NGR)        | 14.47                           | Laraba Nasiru (NGR)             | 14.49                           |
| 400 metros barreiras     | Elizabeth Ndubueze (NGR) | 58.70    | Esther Erharuyi (NGR)           | 58.81                           | Yvonne Ntini (ZIM)              | 59.88                           |
| Revezamento 4×100 metros | Nigéria (NGR)            | 45.73    | Gana (GHA)                      | 45.77                           | Argélia (ALG)                   | 47.99                           |
| Revezamento 4×400 metros | Nigéria (NGR)            | 3:37.99  | Gana (GHA)                      | 3:44.00                         | Argélia (ALG)                   | 3:52.91                         |
| 5 km marcha              | Gete Koma (ETH)          | 27:17.73 | Faiza Azzouzi (ALG)             | 27:50.56                        | Hiba Ahmed (EGY)                | 30:19.66                        |
| Salto em altura          | Hestrie Storbeck (RSA)   | 1.90 m   | Gloria Nwosu (NGR)              | 1.70 m                          | Olubunmi Titcomb (NGR)          | 1.70 m                          |
| Salto com vara           | Sonia Smili (ALG)        | 2.00 m   | Apenas um atleta atingiu a meta | Apenas um atleta atingiu a meta | Apenas um atleta atingiu a meta | Apenas um atleta atingiu a meta |
| Salto em comprimento     | Grace Umelo (NGR)        | 6.25 m   | Baya Rahouli (ALG)              | 6.12 m                          | Charlene Lawrence (RSA)         | 5.81 m                          |
| Triplo salto             | Baya Rahouli (ALG)       | 13.39 m  | Edith Wilcox (NGR)              | 12.76 m                         | Grace Efago (NGR)               | 12.69 m                         |
| Arremesso de peso        | Veronica Abrahamse (RSA) | 15.80 m  | Maranelle Du Toit (RSA)         | 15.70 m                         | Amira Naji (EGY)                | 13.28 m                         |
| Lançamento de disco      | Elizna Naudé (RSA)       | 46.16 m  | Maranelle Du Toit (RSA)         | 44.20 m                         | Nesrine Dahman (TUN)            | 40.55 m                         |
| Lançamento de martelo    | Djida Yalloulène (ALG)   | 44.10 m  | Wala Khalil (EGY)               | 37.20 m                         | Yinka Owosile (NGR)             | 34.80 m                         |
| Lançamento de dardo      | Agnes Afiyo (GHA)        | 53.54 m  | Sorochukwu Ihuefo (NGR)         | 48.66 m                         | Veronica Abrahamse (RSA)        | 47.52 m                         |
| Heptatlo                 | Naïma Bentahar (ALG)     | 4123 pts | Hani Jamil (EGY)                | 3681 pts                        | Azeez Morili (NGR)              | 3370 pts                        |